# فرانك أو. بومان
فرانك أو. بومان (بالإنجليزية: Frank Otto Bowman)‏ هو ضابط أمريكي، ولد في 1896، وتوفي في 1978.